# Survivor Series 2018
Survivor Series (2018) was een professioneel worstel-pay-per-view (PPV) en WWE Network evenement dat georganiseerd werd door WWE voor hun Raw en SmackDown en 205 Live brands. Het was de 32ste editie van Survivor Series en vond plaats op 18 november 2018 in het Staples Center in Los Angeles, Californië. Alle worstelaars van Raw en SmackDown verschenen in dit evenement.

## Matches
| Nr | Match | Winnaar(s)     | Opmerkingen                                              | Bron  |
| -- | --- | -------------- | -------------------------------------------------------- | ----- |
| 1  | Team SmackDown (The Usos (Jey Uso & Jimmy Uso), The New Day (Big E & Xavier Woods), Sanity (Eric Young & Killian Dain), Gallows & Anderson & The Colóns (Epico Colón & Primo Colón)) (met Kofi Kingston & Alexander Wolfe) vs. Team Raw (Bobby Roode & Chad Gable, The Revival (Dash Wilder & Scott Dawson), The B-Team (Bo Dallas & Curtis Axel), Lucha House Party (Lince Dorado & Kalisto/Gran Metalik) & The Ascension (Konnor & Viktor)) | Team SmackDown | 10-tegen-10 Survivor Series elimination match.           | [ 2 ] |
| 2  | Team Raw (Mickie James, Nia Jax, Tamina, Bayley en Sasha Banks) (met Alexa Bliss) vs. Team SmackDown (Naomi, Carmella, Sonya Deville, Asuka en Mandy Rose) | Team Raw       | 5-tegen-5 Survivor Series elimination match.             | [ 2 ] |
| 3  | Seth Rollins (Raw's Intercontinental Champion) vs. Shinsuke Nakamura (SmackDown's United States Champion) | Seth Rollins   | Champion vs. Champion match.                             | [ 2 ] |
| 4  | AOP (Akam & Rezar) (Raw Tag Team Champions) (met Drake Maverick) vs. The Bar (Cesaro & Sheamus) (SmackDown Tag Team Champions) (met Big Show) | AOP            | Champion vs. Champion match.                             | [ 2 ] |
| 5  | Buddy Murphy (c) vs. Mustafa Ali | Buddy Murphy   | Eén-op-één match voor het WWE Cruiserweight Championship | [ 2 ] |
| 6  | Team Raw (Dolph Ziggler, Drew McIntyre, Braun Strowman, Finn Bálor en Bobby Lashley) (met Baron Corbin en Lio Rush) vs. Team SmackDown (The Miz, Shane McMahon, Rey Mysterio, Samoa Joe en Jeff Hardy) | Team Raw       | 5-tegen-5 Survivor Series elimination match.             | [ 2 ] |
| 7  | Ronda Rousey vs. Charlotte Flair | Ronda Rousey   | Eén-op-één match. Rousey won door diskwalificatie.       | [ 2 ] |
| 8  | Brock Lesnar (Raw's Universal Champion) (met Paul Heyman) vs. Daniel Bryan (SmackDown's WWE Champion) | Brock Lesnar   | Champion vs. Champion match.                             | [ 2 ] |